# Gronsdorf (Haar)
Gronsdorf ist ein Stadtteil von Haar im östlichen Landkreis München. Er grenzt an die Messestadt Riem am Gelände des ehemaligen Flughafens Riem.

## Ortsgliederung

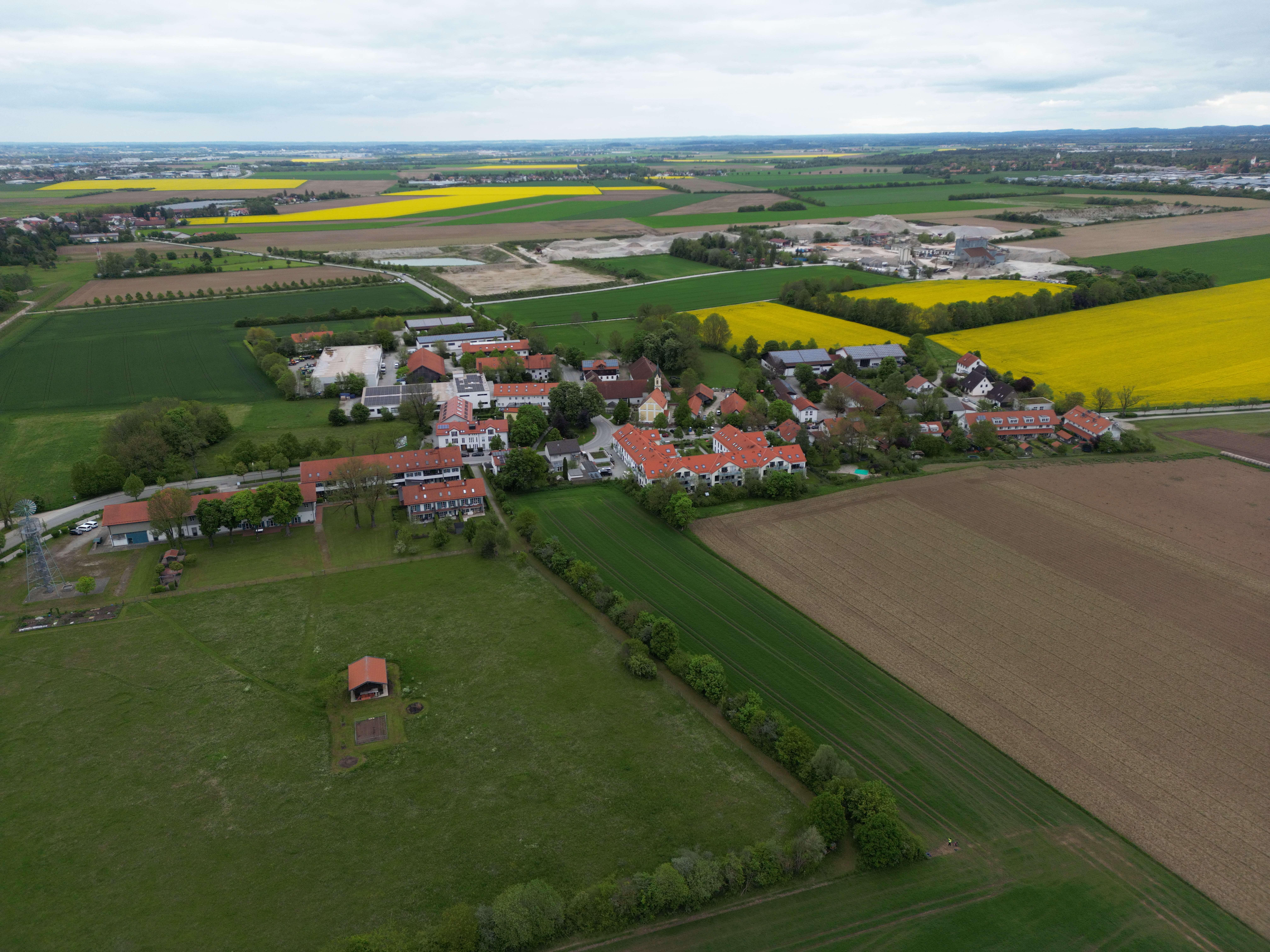
Gronsdorf Ort, Luftbild

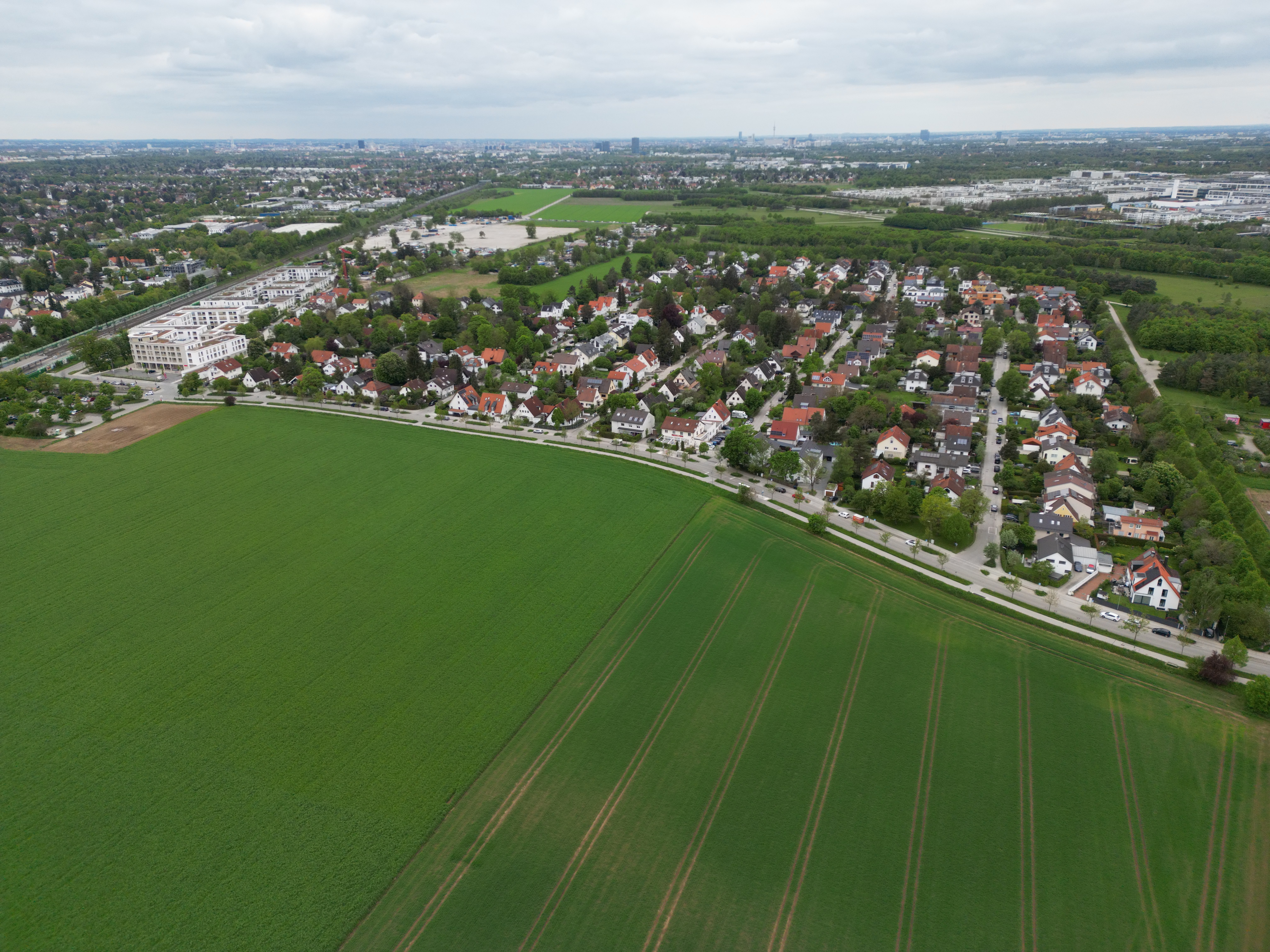
Gronsdorf Siedlung, Luftbild

Das Kirchdorf Gronsdorf gliedert sich heute in den alten Ortskern (Gronsdorf-Ort) und die später angebaute Siedlungs-Kolonie (Gronsdorf-Siedlung), wobei die beiden Ortsteile durch umliegende Felder klar gegeneinander abgegrenzt sind. Beide Ortsteile liegen an der Schneiderhofstraße, die im alten Ortskern in die Peter-Wolfram-Straße und die Leonhard-Strell-Straße übergeht und damit an zwei vormalige Bürgermeister erinnert.

## Geschichte

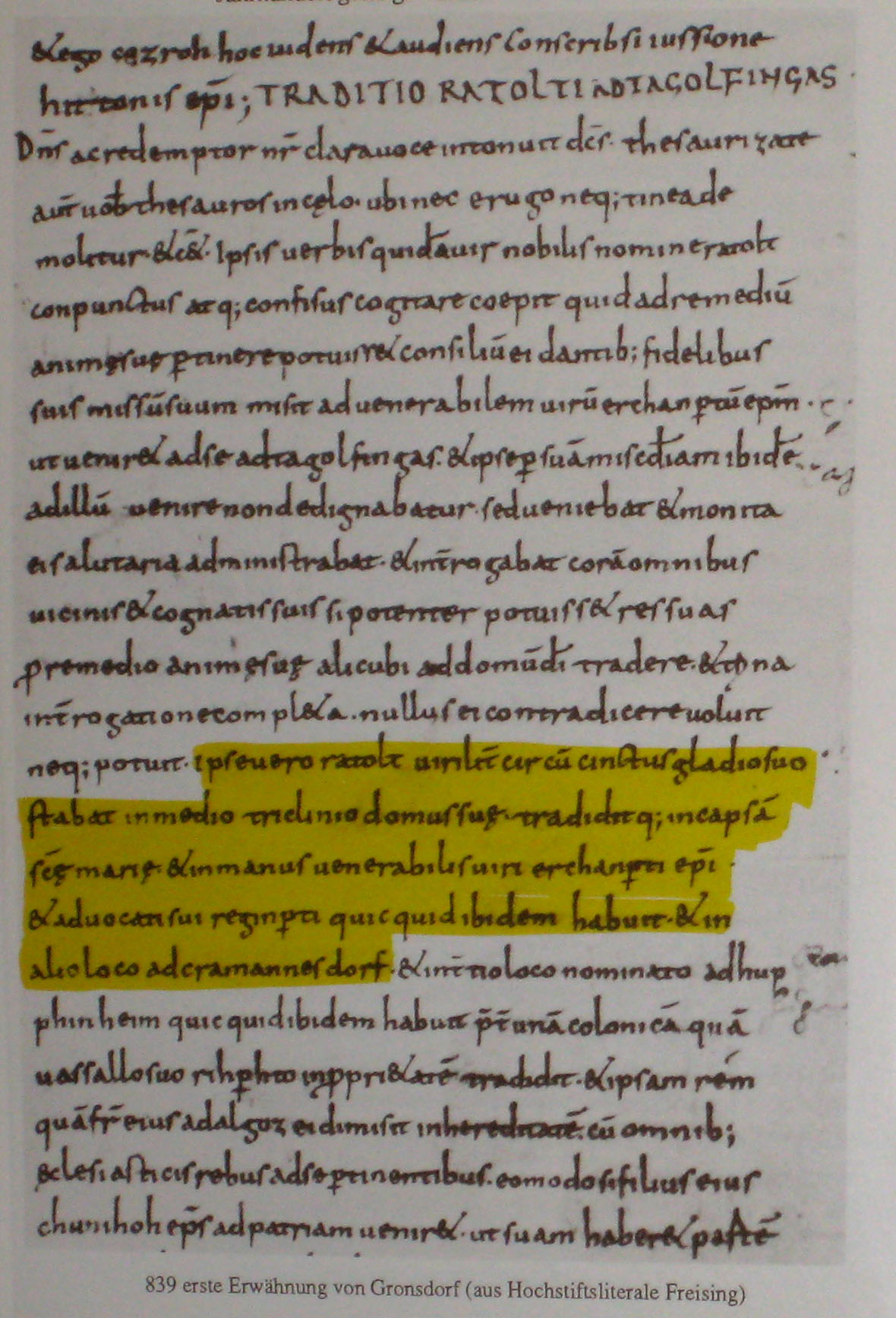
Urkunde von 839

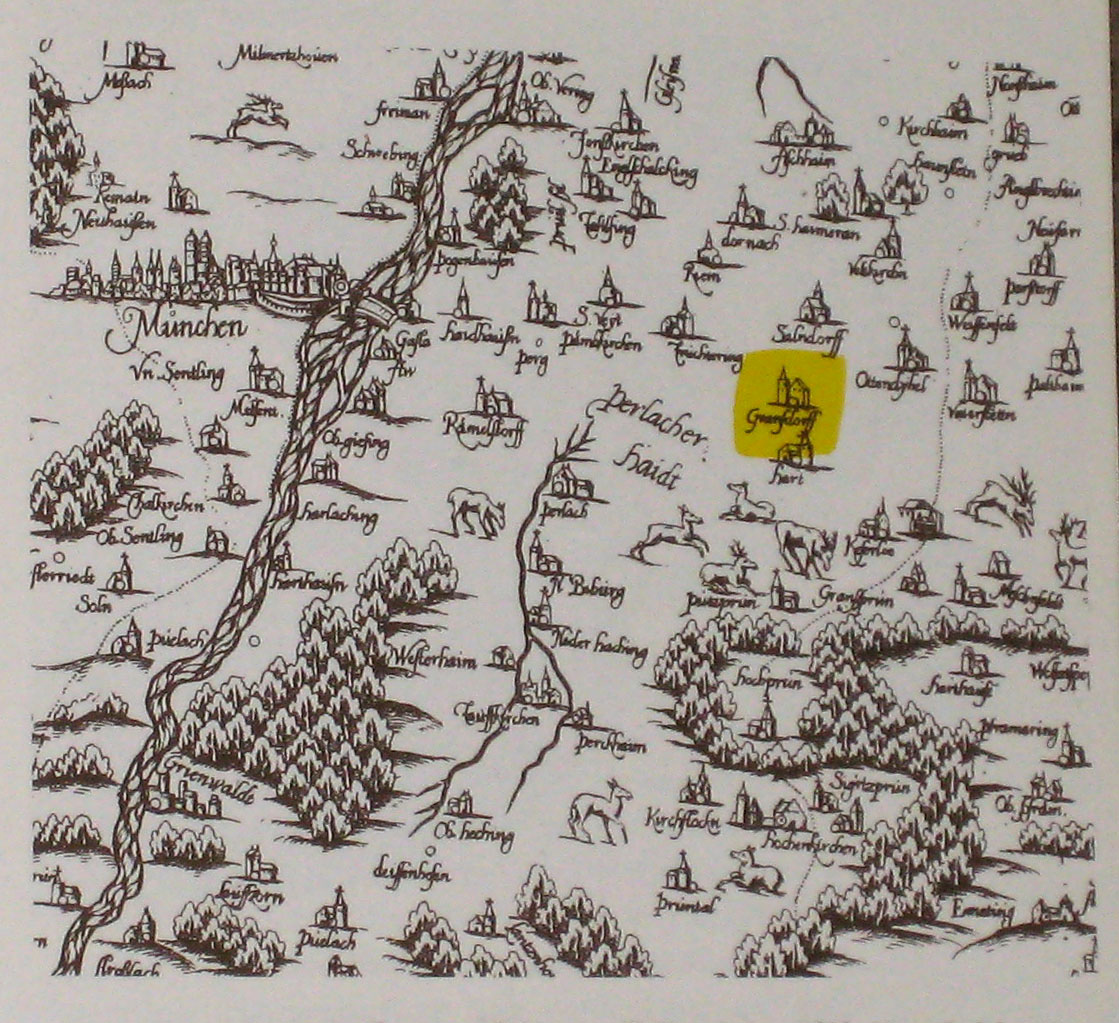
Karte von 1568 von der Münchner Schotterebene

Gronsdorf liegt in der Münchner Schotterebene, eine Ablagerung aus der Eiszeit, die nur eine dünne Humusdecke hat. Die Besiedelung im Bereich des heutigen Ortes erfolgte daher erst, als fruchtbarere Böden in der Umgebung schon besetzt waren. Als Hinweis auf frühe Besiedelung wurden beim Bau des Flughafens Riem nördlich der Gronsdorfer Kirche zwei Gräber aus der Hallstattzeit mit Urnen, Schüsseln und Bechern gefunden.
Es wird angenommen, dass der Ort von einem Adligen namens Graman gegründet wurde, der seinen Vasallen bzw. Leibeigenen Teile des Landes zur Nutzung überließ. Der Name des in der Nähe gelegenen Grasbrunn soll sich in der Form „Gramannesprunn“ ebenfalls von diesem adligen Graman ableiten.
Gramann selbst wird beurkundet in Dokumenten des Bistums Freising als Schenker und Zeuge, so letzteres aus dem Jahre 777 wo er für den Adligen Toto bezeugt, dass er seinen Söhnen, darunter einem namens Ratolt, Teile seines Besitzes übergibt.
Der Ort „Cramannesdorf“ erfährt erstmals urkundliche Erwähnung in einem Dokument von 839, in dem der Edle Ratolt diesen Ort zusammen mit anderen Teilen seines Besitzes dem Bischof Erchanpert bzw. Erchanbert von Freising schenkt.
Durch Tausch und Schenkungen kamen mehrere baierische Klöster im Mittelalter zu Guts- und Grundbesitz in Gronsdorf, unter anderem die Klöster Rott, Schäftlarn und Dietramszell. Die katholische Filialkirche Heilig Kreuz ist ein barocker Saalbau mit linearer Putzgliederung und Polygonalchor mit Chorturm. Der Neubau erfolgte 1642, der Turm wurde 1653 errichtet.
Nach dem Steuerbuch von 1671 gab es in Gronsdorf elf Höfe. Nach der Säkularisation 1803 begann jedoch ein Hofsterben in Gronsdorf, wobei bis 1905 fünf Höfe verschwanden. Im Zuge der Neuordnung Bayerns (Gemeindeedikt von 1818) waren die bis dahin selbständigen Orte Haar, Gronsdorf und Salmdorf zur neuen Gemeinde Salmdorf zusammengelegt worden, die 1924 in Gemeinde Haar umbenannt wurde.

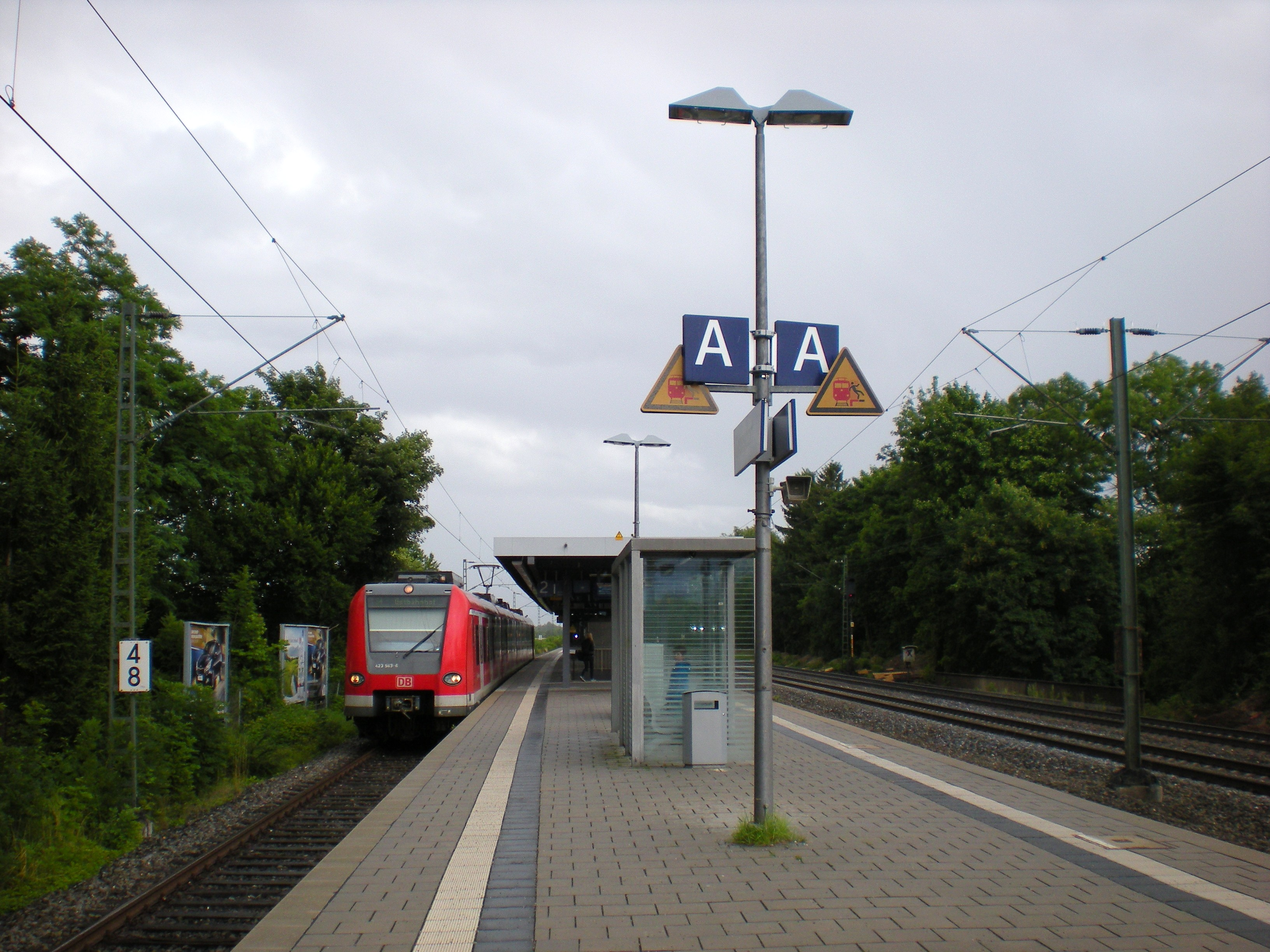
Bahnhof Gronsdorf

Nach dem Bau der Bahnstrecke München–Rosenheim 1871 begann an der etwa einen Kilometer vom Dorf entfernte Station Gronsdorf eine Siedlungstätigkeit. Im Jahre 1872 hatte Gronsdorf 84 Einwohner. Der ältere Ortsteil Gronsdorf-Ort gruppiert sich um die Kirche Hl. Kreuz, die Siedlung Gronsdorf-Kolonie hat sich hauptsächlich nach dem Zweiten Weltkrieg entwickelt und beheimatet heute mehr Einwohner als Gronsdorf-Ort.
Ende 1979 wurde die Strecke zwischen Trudering und Haar durch eigene zweigleisige S-Bahn-Strecke ergänzt. Der Bahnhof Gronsdorf wird seitdem nur noch von der S-Bahn bedient.

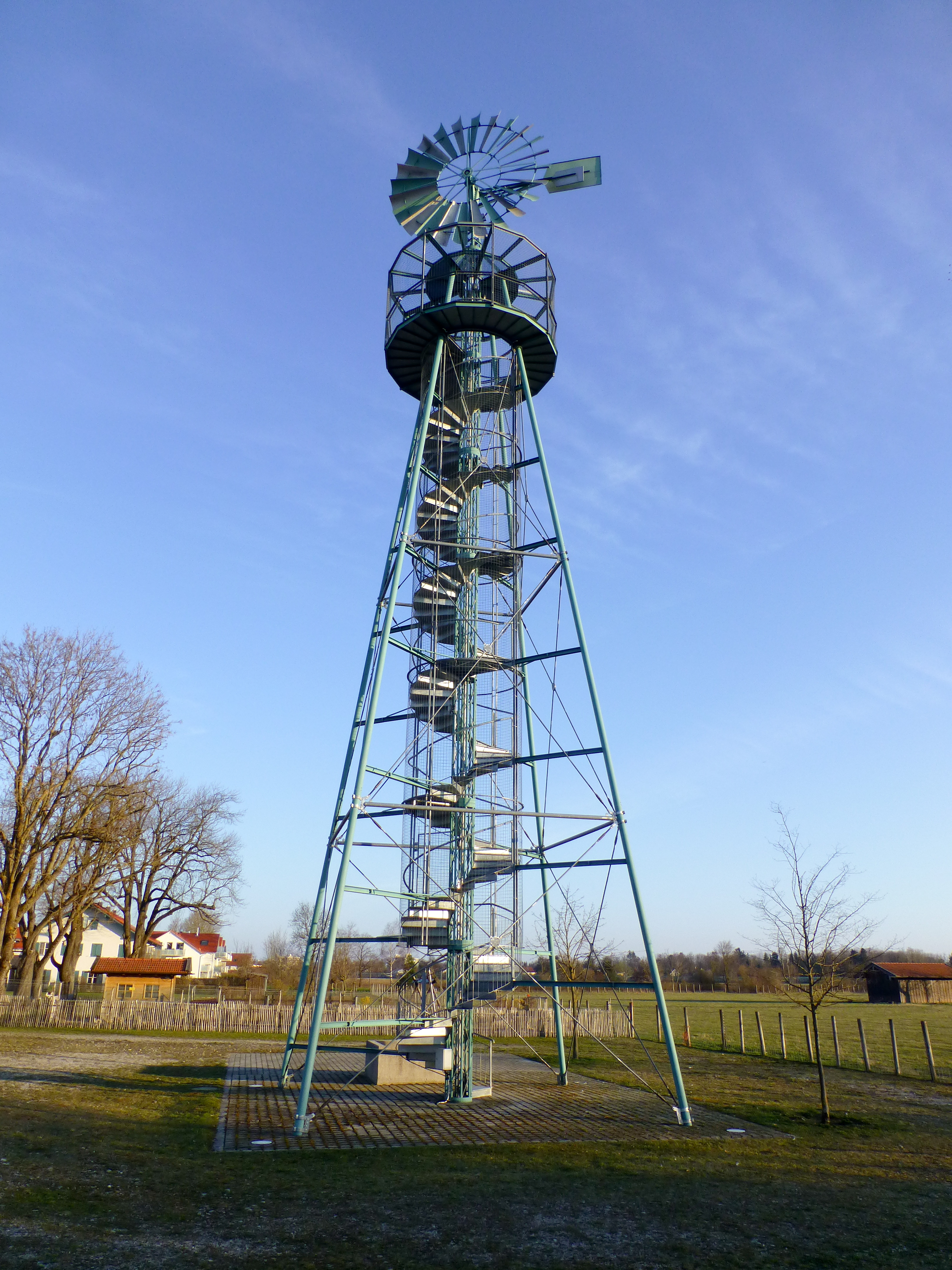
Aussichtsturm mit Windrad in Gronsdorf

2005 wurde in Gronsdorf im Zuge der unweit nördlich im Riemer Park ausgerichteten Bundesgartenschau 2005 ein etwa 25 m hoher Aussichtsturm errichtet, der über seiner auf etwa 18 m Höhe liegenden Aussichtsplattform ein Windrad trägt.

## Sehenswürdigkeiten
- Katholische Filialkirche Hl. Kreuz
- Wegkreuz Nähe Lorenz-Huber-Straße